# Mura (přítok Angary)
Mura (rusky Mуpa) je řeka v Irkutské oblasti a v Krasnojarském kraji v Rusku. Je dlouhá 330 km. Povodí řeky má rozlohu 10 800 km².

## Průběh toku
Protéká Přiangarskou planinou v hluboké dolině s širokým dnem. Na dolním toku se vyskytují kamenité mělčiny. Ústí zleva do Angary (povodí Jeniseje). Před ústím se nachází říční práh a pod ním fjordovitý estuár.

## Vodní režim
Zdrojem vody jsou sněhové a dešťové srážky. Průměrný roční průtok vody ve vzdálenosti 79 km od ústí činí 25 m³/s.

## Využití
Řeka je splavná pro vodáky.